# 5883 Josephblack
5883 Josephblack eller 1993 VM5 är en asteroid i huvudbältet som upptäcktes den 6 november 1993 av den australiensiske astronomen Robert H. McNaught vid Siding Spring-observatoriet. Den är uppkallad efter den skotske kemisten Joseph Black.
Asteroiden har en diameter på ungefär 21 kilometer.